# Comedian Harmonists (Film)
Comedian Harmonists ist ein 1997 hergestellter österreichisch-deutscher Spielfilm des Regisseurs Joseph Vilsmaier. Die Handlung orientiert sich – mit einiger künstlerischer Freiheit – an der Geschichte der historischen Gesangsgruppe Comedian Harmonists. Der Film war mit über drei Millionen Kinobesuchern ein Publikumserfolg und erhielt bedeutende Auszeichnungen in Deutschland.

## Handlung
Der arbeitslose Arrangeur Harry Frommermann sucht 1927 per Zeitungsannonce Sänger, um ein Gesangsensemble nach Vorbild der US-Barbershop-Gruppe The Revelers zusammenzustellen. Der Bass Robert Biberti reagiert auf die Anzeige und stellt Frommermann die übrigen Sänger der späteren Gruppe vor. Nach intensiven und nervenaufreibenden Proben und ersten Misserfolgen finden sie schließlich ihren Stil und werden zu einer der erfolgreichsten Musikgruppen Deutschlands.
Die Gruppe wird mehreren Zerreißproben unterworfen. Nach der Machtergreifung der Nationalsozialisten 1933 bekommen Frommermann und seine ebenfalls jüdischen Kollegen Roman Cycowski und Erich A. Collin Probleme, da die Nationalsozialisten beginnen, Druck auf sie auszuüben. Außerdem interessieren sich Frommermann und Biberti für dasselbe Mädchen, die kecke Studentin Erna. Cycowski, polnischer Jude, heiratet dagegen Mary, die ihm zuliebe zum jüdischen Glauben übertritt.
Während eines Konzerts in Nürnberg erfahren sie, dass sie das Wohlwollen von Julius Streicher genießen, dem Herausgeber des antisemitischen Wochenblatts Der Stürmer. Da sie ihm nicht huldigen wollen, ist das Ende der Gruppe unumgänglich.
Ein Auftritt in den USA reizt einige Mitglieder, dort zu bleiben und so den politischen Problemen in Deutschland zu entgehen. Doch insbesondere Biberti möchte zurück nach Hause – vor allem wegen seiner Mutter, die ihre Heimat nicht verlassen würde. Weil die Gruppe die tatsächliche Gefahr unterschätzt und die Bedrohung durch die Nationalsozialisten nicht weiter ernst nimmt, kehren sie schließlich gemeinsam nach Deutschland zurück.
Dort erfahren sie kurze Zeit später von ihrem Auftrittsverbot. Der Gruppe wird gestattet, ein letztes Konzert zu geben. Im Anschluss an das Konzert wird die Gruppe vom Publikum frenetisch gefeiert.
Die jüdischen Mitglieder verlassen daraufhin Deutschland.

## Produktion
Der Film wurde im Sommer 1997 in Wien, Bad Fischau-Brunn, Prag, München und Berlin aufgenommen. Hauptproduzent war die Wiener Dor Film, Minderheitsproduzenten die deutschen Filmgesellschaften Perathon Film, Iduna Film, Bavaria Film, Senator Film und Televersal Film (siehe auch Koproduktionsabkommen Österreich – Deutschland).
Für die Gesangseinlagen im Film wurden überwiegend nachbearbeitete Originalaufnahmen verwendet. Der Abspann nennt die entsprechenden Nummern der Comedian Harmonists und der Revellers, außerdem "Talled Comedians" für die Playbacks in Probensituationen und Thomas Teske für die Klavier-Neueinspielungen. Ihn und Winfried Grabe nennt der Abspann für die musikalische Betreuung.

## Kritiken
„Joseph Vilsmaier zeichnet die Charaktere der Comedian Harmonists außerordentlich präzise nach. In dichten Bildfolgen vermittelt er die Atmosphäre jener Zeit und bezieht Stellung zur damaligen politischen Situation. (…) Vilsmaier ist mit Comedian Harmonists ein weitgehend unterhaltsamer Film gelungen, der nicht vor scheinbarer Problembewältigung und angeblicher ‚Vergangenheitsbewältigung‘ trieft und doch die Tragödie einzelner Künstler vor dem Hintergrund der Tragödie eines ganzen Volkes ungeschönt und deutlich zum Ausdruck bringt – ein zumindest elementares Wissen über das Dritte Reich vorausgesetzt. Statt voreiliger Abwehr provoziert er damit beim Zuschauer (wieder) Fragen. Etwa, wie es denn möglich war, dass Mitläufer wie eingefleischte Nazis gleichermaßen von der Gruppe begeistert sein konnten und nicht einmal dann eingeschritten sind, als die Idole, denen sie aus ganzem Herzen zujubelten, Auftrittsverbot erhielten. Das war 1934, lange vor der Reichskristallnacht.“

„Der ehrgeizige Regisseur, Kameramann und Produzent in Personalunion lieferte mit seiner Hommage ein Stück Kino, das alles hat: Witz, Dramatik, Glamour und Historie, auch wenn bei der schieren Masse des Materials das eine oder andere dramatische Detail untergehen muss.“

„Der anekdotisch konzipierte Unterhaltungsfilm beschreibt mit einigem äußerlichen Aufwand, aber auch mit vielen vermeintlich ‚griffigen‘ Klischees die Musikerkarrieren in einer ‚bewegten Zeit‘, die lediglich als Projektionsfläche für gepflegte Oberflächlichkeiten dient.“

„In der Herausstellung der persönlichen Schicksale einzelner Mitglieder der Comedian Harmonists und ihres öffentlichen Werdegangs gelingt Vilsmaier eine Ausarbeitung der politischen Situation.“

## Auszeichnungen
- Bayerischer Filmpreis 1998:
  - Regie: Joseph Vilsmaier
  - Sonderpreis: Ben Becker, Heino Ferch, Ulrich Noethen, Heinrich Schafmeister, Max Tidof und Kai Wiesinger
- Deutscher Filmpreis 1998, Filmband in Gold:
  - Bester Film
  - Bester Hauptdarsteller: Ulrich Noethen
  - Beste Nebendarstellerin: Meret Becker
  - Bester Schnitt: Peter R. Adam
- Gilde-Filmpreis in Gold 1998
- Die Deutsche Film- und Medienbewertung (FBW) in Wiesbaden verlieh dem Film das Prädikat besonders wertvoll.